# Sunday Bloody Sunday (U2-Lied)
Sunday Bloody Sunday ist ein Lied der irischen Rockband U2. Es ist der erste Track aus ihrem 1983 erschienenen Album War und wurde als dritte Single des Albums am 21. März 1983 in Deutschland und den Niederlanden veröffentlicht. Sunday Bloody Sunday ist bekannt für seinen militärischen Trommelschlag, harte Gitarren und melodische Harmonien. Bei dem Stück handelt es sich um einen der offen politischen Songs von U2. Sein Text beschreibt die Schrecken der Unruhen in Nordirland, vor allem den Bloody-Sunday-Vorfall in Derry, bei dem britische Truppen unbewaffnete Demonstranten und andere Personen erschossen. Zusammen mit dem Stück New Year’s Day erreichte U2 mit Sunday Bloody Sunday erstmals ein sehr breites Publikum mit ihrer Musik.
Mit über 1000 Aufführungen ist Sunday Bloody Sunday das von U2 am häufigsten live gespielte Lied. Kritiker zählen es zu den besten politischen Protestsongs, und es wurde von mehr als einem Dutzend Künstlern gecovert. Von der Zeitschrift Rolling Stone wurde das Stück auf Platz 272 ihrer Liste der „500 besten Songs aller Zeiten“ gewählt.

## Komposition und Aufnahme
Sunday Bloody Sunday entstand aus einem Gitarren-Riff und einem Text von The Edge aus dem Jahr 1982. Während Bono und seine Frau Ali Hewson auf ihrer Hochzeitsreise auf Jamaika waren, arbeitete The Edge in Irland an der Musik für ihr nächstes Album. Nach einem Streit mit seiner Freundin und Zweifeln an seinen eigenen Fähigkeiten als Komponist fühlte sich The Edge deprimiert und kanalisierte seine Frustration und seinen Selbsthass in das Stück. Diese frühe Version hatte noch keinen Titel und keine Chorus-Melodie, aber es enthielt die wichtigsten strukturellen Elemente des Stückes. Nachdem Bono den Text überarbeitet hatte, nahm die Band den Song in den Windmill Lane Studios in Dublin auf. Während der Aufnahmen ermutigte der Produzent Steve Lillywhite den Schlagzeuger Larry Mullen junior, einen Click Track zu verwenden, was Mullen aber ablehnte. Eine zufällige Begegnung mit Andy Newmark von Sly & the Family Stone, einem Schlagzeuger, der einen Click Track ständig verwendete, änderte Mullens Meinung. Der Einstieg mit dem Schlagzeug in den Song wurde schließlich zum Hook des Stückes. Der Violinist Steve Wickham sprach The Edge eines Morgens an einer Bushaltestelle an und wollte wissen, ob U2 keine Violine auf ihrem nächsten Album gebrauchen könnten. So wurde er für einen halben Tag im Studio aufgenommen, und die Violine war das letzte Instrument, das den Song vor Fertigstellung abrundete.

## Musikvideo
Für das Stück wurde damals kein eigenes Musikvideo produziert, sondern die Band nutzte die Aufnahme des Live-Auftrittes vom 5. Juni 1983 aus ihrem Konzertfilm Under a Blood Red Sky. Regisseur des Konzertfilms war Gavin Taylor.
In dem Musikvideo sieht man Bono während des Stückes mit einer weißen Fahne auftreten. Diese Szene spiegelt die oft empfundene Emotionalität der Zuschauer der Konzerte von U2 wider. Im Jahr 2004 bezeichnete die amerikanische Zeitschrift Rolling Stone das Video des Stückes als einen der „50 Moments that Changed the History of Rock and Roll“.

## Rezeption
Eine Vielzahl unterschiedlicher Künstler griff Sunday Bloody Sunday in ihrem Werk auf. Es wurden Coverversionen veröffentlicht, unter anderem von Phil Coulter (1993), Eläkeläiset (1999), The Electric Hellfire Club (1999), Evergreen Terrace (2001), Ignite (2001), Richard Cheese (2005), Massiv in Mensch (2006), Paramore (2007), Saul Williams (2007), Funeral for a Friend (2009), Nolwenn Leroy (2010) und Veil of Maya (2011). Weiterhin wurden Samples von Sunday Bloody Sunday in Stücken von DJ Shadow (1994), Smith & Mighty (1995) und Red Hot Chili Peppers (2004) eingesetzt.

## Auszeichnungen für Musikverkäufe
| Land/Region                  | Auszeichnungen für Musikverkäufe (Land/Region, Auszeichnung, Verkäufe) | Verkäufe |
| ---------------------------- | ---------------------------------------------------------------------- | -------- |
| Italien (FIMI)               | Platin                                                                 | 100.000  |
| Neuseeland (RMNZ)            | Platin                                                                 | 30.000   |
| Spanien (Promusicae)         | Gold                                                                   | 30.000   |
| Vereinigtes Königreich (BPI) | Silber                                                                 | 200.000  |
| Insgesamt                    | 1× Silber · 1× Gold · 2× Platin ·                                      | 360.000  |

Hauptartikel: U2 (Band)/Auszeichnungen für Musikverkäufe

## Sonstiges
Das Lied landete nach den Terroranschlägen 2001 in New York auf einer Radiozensurliste von Clear Channel Communications (heute iHeartMedia).